# Charakterystyka Eulera
Charakterystyka Eulera, charakterystyka Eulera-Poincarégo – niezmiennik topologiczny początkowo definiowany jedynie dla wielościanów wypukłych.

## Powierzchnie wielościanów wypukłych
Wprowadźmy oznaczenia:
- {\displaystyle W} – liczba wierzchołków,
- {\displaystyle S} – liczba ścian,
- {\displaystyle K} – liczba krawędzi.

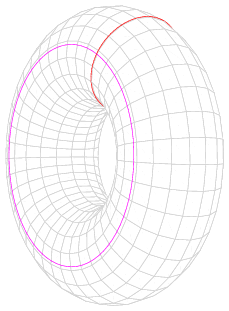
Najprostszy podział torusa, pozwalający obliczyć jego charakterystykę Eulera (tu).

Charakterystykę Eulera, oznaczaną tradycyjnie literą {\displaystyle \chi ,} dla powierzchni wielościanów wypukłych definiuje się jako:
{\displaystyle \chi =W-K+S.}
Wielościany wypukłe spełniają twierdzenie Eulera o wielościanach, co oznacza, że zachodzi wzór:
{\displaystyle W+S=K+2.}
Charakterystyka Eulera powierzchni wielościanów wypukłych wynosi zatem {\displaystyle 2.}
Własność ta została po raz pierwszy zauważona (jedynie dla brył platońskich) w 1537 roku przez Francesco Maurolico w jego nieopublikowanym manuskrypcie. Następnie, dla wielościanów wypukłych własność tę zauważył Euler. Pierwszy poprawny dowód jej prawdziwości podał Legendre.

## Wielościany dowolne
Ta sama definicja (czyli {\displaystyle \chi =W-K+S}) obowiązuje także dla innych wielościanów. Każda powierzchnia wielościanu homeomorficzna z powierzchnią wielościanu wypukłego ma charakterystykę równą 2. Nie jest to prawdą dla wszystkich powierzchni wielościanów: wszystkie powierzchnie wielościanów homeomorficzne z torusem (czyli takie, przez środek których „przechodzi dokładnie jedna dziura”) mają charakterystykę równą 0.

## Definicja ogólna
Niech {\displaystyle X} będzie przestrzenią topologiczną. Jej charakterystykę Eulera definiujemy jako
{\displaystyle \chi (X)=\sum _{i=0}^{\infty }(-1)^{i}{\text{rank}}(H_{i}(X)),}
gdzie {\displaystyle {\text{rank}}(H_{i}(X))} jest rangą {\displaystyle i}-tej grupy homologii (tj. {\displaystyle i}-tą liczbą Bettiego) przestrzeni {\displaystyle X.} Definicja ta ma sens jedynie wtedy, gdy wszystkie liczby Bettiego oraz ich suma są skończone.
W przypadku, gdy {\displaystyle X} jest skończonym CW-kompleksem, to jego charakterystyka Eulera jest równa
{\displaystyle \chi (X)=\sum _{i=0}^{\infty }(-1)^{i}k_{i},}
gdzie {\displaystyle k_{i}} oznacza liczbę komórek wymiaru {\displaystyle i.} W szczególności, w przypadku kompleksów symplicjalnych {\displaystyle k_{i}} oznacza liczbę {\displaystyle i}-wymiarowych sympleksów.

## Powierzchnie
Aby obliczyć charakterystykę Eulera powierzchni (jak i innych, wyżej wymiarowych wielościanów) wystarczy znaleźć jej rozkład komórkowy. Np. dla sfery wystarczy jedna komórka 0-wymiarowa oraz jedna wymiaru 2. Przedstawienie sfery w postaci wielościanu wymaga co najmniej 4 ścian, 4 wierzchołków oraz 6 krawędzi.
| Nazwa powierzchni                     | Wygląd | Charakterystyka Eulera |
| ------------------------------------- | ------ | ---------------------- |
| Sfera                                 |        | 2                      |
| Torus                                 |        | 0                      |
| Wstęga Möbiusa (z brzegiem)           |        | 0                      |
| Butelka Kleina                        |        | 0                      |
| Płaszczyzna rzutowa rzeczywista       |        | 1                      |
| Dwie sfery (niepołączone)             |        | 2 + 2 = 4              |
| {\displaystyle n} niepołączonych sfer |        | {\displaystyle 2n}     |

## Uogólnienia
- Jeżeli {\displaystyle X} jest skończonym wielościanem, to {\displaystyle \chi (X)} jest równa liczbie Lefschetza identyczności[6] {\displaystyle {\text{id}}_{X}.}
- Niech {\displaystyle {\mathcal {C}}} będzie skończoną kategorią. Tj. taką, że liczba morfizmów (a więc i obiektów) jest skończona. Oznaczmy przez {\displaystyle A_{1},\dots ,A_{n}} jej obiekty. Z taką kategorią możemy stowarzyszyć macierz {\displaystyle M_{\mathcal {C}}} wymiaru {\displaystyle n\times n,} gdzie {\displaystyle m_{ij}} jest liczbą morfizmów {\displaystyle A_{i}\to A_{j}.} Jeżeli istnieją takie {\displaystyle [x^{1},\dots ,x^{n}],[x_{1},\dots ,x_{n}]\in \mathbb {Q} ^{n},} że

{\displaystyle M_{\mathcal {C}}{\begin{bmatrix}x^{1}\\x^{2}\\\dots \\x^{n}\end{bmatrix}}={\begin{bmatrix}1\\1\\\dots \\1\end{bmatrix}}{\text{ oraz }}{\begin{bmatrix}x_{1}&x_{2}&\dots &x_{n}\end{bmatrix}}M_{\mathcal {C}}={\begin{bmatrix}1&1&\dots &1\end{bmatrix}},} to {\displaystyle \sum _{i=1}^{n}x^{i}=\sum _{i=1}^{n}x_{i}.}
Powyższą sumę nazywamy charakterystyką Eulera kategorii {\displaystyle {\mathcal {C}}.} Jest ona liczbą wymierną. Jeżeli przestrzeń klasyfikująca kategorii {\displaystyle {\mathcal {C}}} jest skończonym wielościanem, to jego charakterystyka Eulera jest równa {\displaystyle \chi ({\mathcal {C}}).}

## Aksjomatyzacja
Charakterystykę Eulera można zdefiniować również aksjomatycznie. Dokładniej, zredukowana charakterystyka Eulera (tj. charakterystyka minus 1) jest jedyną całkowitoliczbową funkcją {\displaystyle \epsilon } określoną na zbiorze klas homeomorfizmów skończonych wielościanów (z punktem bazowym) spełniającą warunki:
- {\displaystyle \epsilon (X)=\epsilon (A)+\epsilon (X/A),}
- {\displaystyle \epsilon (\mathbb {S} ^{0})=1,}

dla dowolnej pary wielościanów {\displaystyle A\subseteq W.}